# Universidade da Pensilvânia

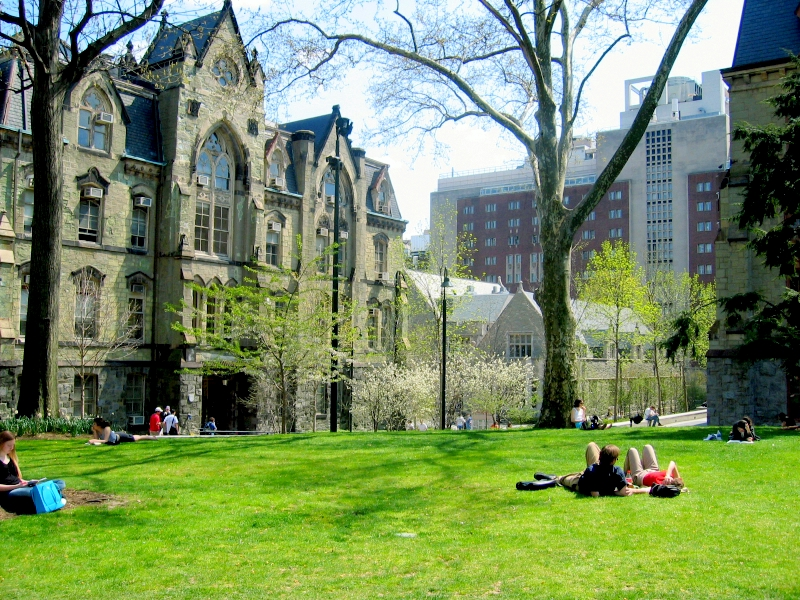

A Universidade de Pensilvânia (conhecida comumente como Penn ou UPenn) é uma instituição de ensino superior particular localizada na cidade de Filadélfia, Pensilvânia, nos Estados Unidos. 
Fundada por Benjamin Franklin em 1740, como faculdade e escola, em 1765 se transformou em universidade. Além disso, é uma das oito universidades integrantes da Ivy League e também um dos Colonial Colleges.
A universidade tem quatro escolas de graduação e 12 escolas de pós-graduação e profissionais. As escolas que matriculam alunos de graduação incluem a Faculdade de Artes e Ciências, a Escola de Engenharia e Ciências Aplicadas, a Wharton School e a Escola de Enfermagem. Entre suas escolas de pós-graduação altamente classificadas estão sua faculdade de direito, cujo primeiro professor James Wilson participou da redação do primeiro rascunho da Constituição dos EUA, sua escola de medicina, que foi a primeira escola médica estabelecida na América do Norte, e Wharton, a primeira escola de negócios colegiada do país.
O campus principal da Universidade da Pensilvânia está localizado no bairro da Cidade Universitária de Filadélfia Ocidental, e está centrado em torno do College Hall. Pontos de referência notáveis do campus incluem Houston Hall, a primeira união estudantil moderna, e Franklin Field, o primeiro estádio de futebol universitário de nível duplo do país e o estádio de futebol universitário mais antigo da NCAA Division I em operação contínua.
O U.S. News & World Report classificou a Universidade da Pensilvânia em quinto lugar entre as instituições de graduação nos Estados Unidos para o ano escolar de 2008, atrás de Princeton, Harvard, Stanford e Yale. Nos anos de 2005 e 2006, a Penn foi classificada em quarto lugar.  Em 2016, a Universidade da Pensilvânia obteve a 16ª colocação no ranking mundial da Times Higher Education e a 18ª colocação no ranking mundial da QS Top Universities. Também em 2016, a instituição obteve a 8ª posição no ranking da U.S. News & World Report e a 4ª posição no ranking no The Wall Street Journal. 